# Tido J. Gašpar

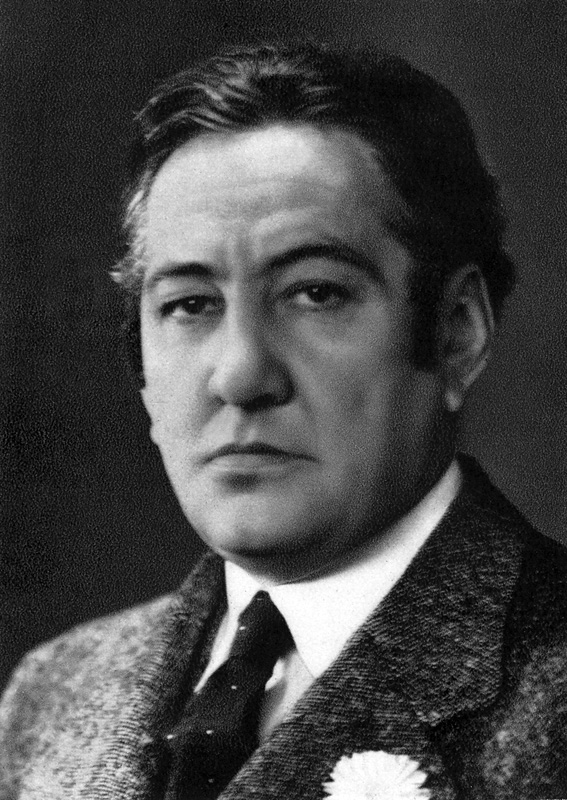
Tido J. Gašpar

Tido J. Gašpar, eigentlich Jozef Gašpar, Pseudonym Peter Štrbský (* 7. März 1893 in Rakovo-Stariny, Komitat Turz, Königreich Ungarn, heute Slowakei; † 10. Mai 1972 in Nové Zámky, Tschechoslowakei) war ein slowakischer Schriftsteller, Journalist, Politiker und Persönlichkeit der künstlerischen Bohème von Bratislava.

## Werdegang
Jozef Gašpar wurde im Weiler Stariny bei Rakovo als Sohn eines Wirtschaftsverwalters und studierte an einer bürgerlichen Schule und an einer Handelsakademie in Martin. Drei Monate vor der Matura brach er das Studium ab und wurde stattdessen Matrose in der k.u.k. Marine und befand sich dort auch nach dem Ausbruch des Ersten Weltkriegs, zum Kriegsende arbeitete er in der k.u.k. Marinesektion des Kriegsministeriums. 
Nach der Rückkehr absolvierte er 1918 einen Notarkurs und wurde 1919 Sekretär des Gespans des Komitats Turz. 1922 übersiedelte er nach Bratislava und wurde dort Kommissar in der Presseabteilung des bevollmächtigten Ministeriums für die Verwaltung der Slowakei. Zu dieser Zeit begann auch seine literarische Laufbahn, mit dem Debüt im Jahr 1920 mit der Sammlung Hana a iné novely, anschließend verfasste er vor allem Novellen und Erzählungen. Darüber hinaus war er Redakteur der Literaturzeitschrift Slovenský svet sowie Mitglied der Redaktion von Nový svet. Von 1925 bis 1927 agierte er als Dramaturg des Slowakischen Nationaltheaters, später trat er dem Verein slowakischer Schriftsteller (slowakisch Spolok slovenských spisovateľov, SSS) bei und wurde dessen Sekretär.
Nach der Gründung der autonomen slowakischen Regierung im Oktober 1938 wurde Gašpar zuerst Beamter, ab 1938 Abgeordnete für die Hlinkas Slowakische Volkspartei im slowakischen Landtag und ein Jahr später Leiter der Presseabteilung des slowakischen Regierungspräsidiums. 1940 war er kurz als slowakischer Botschafter in der Schweiz tätig. 1941 wurde er zum Chef der Propagandaabteilung ernannt und für die Umsetzung der Ideologie des Slowakischen Staats zuständig. Hier arbeitete er unter anderem mit zeitgenössischen slowakischen Literaturautoren wie Ján Smrek, Ján Kostra und Ľudo Zúbek zusammen. Tido J. Gašpar war der Autor der am 29. August 1944 (Ausbruch des Slowakischen Nationalaufstandes) durch den Verteidigungsminister Ferdinand Čatloš verlesenen Rundfunkansprache, der den Einmarsch von Truppen der Wehrmacht in die Slowakei ankündigte und rief die Bevölkerung dazu, keinen Widerstand zu leisten. Auch diese Ansprache bewirkte, dass die Garnisonen in der West- und Ostslowakei sich zum größten Teil nicht dem Aufstand anschlossen und sich von den Deutschen entwaffnen ließen.
Vor allem wegen seiner Rolle im Apparat des Slowakischen Staats wurde er nach dem Ende des Zweiten Weltkriegs verhaftet und zu 30 Jahren Haftstrafe verurteilt. 1958 wurde er aus dem Gefängnis entlassen und lebte anschließend in Veľká Maňa und von 1963 bis zu seinem Tod im Jahr 1972 in Nové Zámky.

## Werke
- 1920: Hana a iné novely („Hana und andere Novellen“)
- 1922: Deputácia mŕtvych („Deputation von Toten“)
- 1925: Buvi-buvi
- 1925: Karambol
- 1929: Pri Kráľovej studni („Am Königsbrunnen“)
- 1931: Červený koráb („Das rote Schiff“)
- 1931: Zakliata hora
- 1933: Námorníci („Matrosen“)
- 1935: V cudzine a iné rozprávky („Im Ausland und andere Erzählungen“)
- 1939: Veľký rok („Großes Jahr“)
- 1969: Zlatá fantázia („Goldene Phantasie“)

Memoiren
- 1998: Pamäti I.
- 2004: Pamäti II.